# Michele Marcolini
Michele Marcolini (Savona, 2 oktober 1975) is een Italiaans voetballer.
Vanaf het seizoen 2006-2007 speelt hij in de selectie van Chievo Verona. Daarvoor speelde hij onder andere bij Atalanta Bergamo en Vicenza Calcio.

## Erelijst
- Kampioen Serie B 2007-2008 Chievo Verona
- Kampioen Serie B 2005-2006 Atalanta Bergamo

## Wedstrijden
| Seizoen   | Club                       | Land   | Competitie | Wedstrijden | Doelpunten |
| --------- | -------------------------- | ------ | ---------- | ----------- | ---------- |
| 1993-1994 | FC Torino                  | Italië | Serie A    | 0           | 0          |
| 1994-1997 | Associazione Sportiva Sora | Italië | Serie C1   | 67          | 4          |
| 1997-2001 | AS Bari                    | Italië | Serie A    | 86          | 5          |
| 2001-2003 | Vicenza Calcio             | Italië | Serie B    | 70          | 11         |
| 2003-2006 | Atalanta Bergamo           | Italië | Serie B    | 108         | 12         |
| 2006-     | Chievo Verona              | Italië | Serie A    | 53          | 8          |
| Totaal    |                            |        |            | 384         | 40         |